# About You (comercio electrónico)
About You GmbH (comercialmente, ABOUT YOU) es una empresa y marca alemana, titular del mayor portal de ventas en línea del país para productos de ropa, calzado y complementos, con sede en Hamburgo. La empresa se constituyó como una empresa filial del Grupo Otto, y opera desde 2018 como empresa asociada en la cartera del grupo.

## Descripción
La empresa opera las tiendas online aboutyou.de (y sus derivados, como la web española aboutyou.es) y edited.de, y la aplicación About-You-Shopping, y está activa principalmente en los mercados de habla alemana (Alemania, Austria y Suiza), así como en los Países Bajos, Bélgica, Polonia, República Checa, Eslovaquia, Hungría y Rumanía.
La sociedad se fundó en mayo de 2014, habiendo registrado poco antes la marca About You. Desde sus comienzos, como estrategia comercial, About You trabaja con influencers, vendiendo tanto marcas propias como de terceros. Su marca propia Edited se ofrece también en tiendas físicas y puntos de venta.
En 2018, About You se perfiló como uno de los cinco principales minoristas en línea de Alemania en el segmento de ropa y moda.